# Barriers Burned Away
Barriers Burned Away er en amerikansk stumfilm fra 1925 instrueret af W.S. Van Dyke.

## Medvirkende
- Mabel Ballin som Christine Randolph
- Eric Mayne som Mark Randolph
- Frank Mayo som Wayne Morgan
- Wanda Hawley som Molly Winthrop
- Wally Van som Gale Winthrop
- Arline Pretty som Mildred McCormick